# Battaglia di Malojaroslavec
La battaglia di Malojaroslavec fu combattuta il 24 ottobre 1812 tra l'esercito imperiale russo, comandato dal generale Michail Illarionovič Kutuzov e la Grande Armèe guidata da Napoleone Bonaparte, durante la campagna di Russia, pochi giorni dopo la partenza dell'esercito francese da Mosca. 
La battaglia, aspramente combattuta e molto sanguinosa per entrambe le parti, si concluse con la vittoria tattica delle truppe franco-italiane che occuparono e mantennero il possesso dell'importante cittadina di Malojaroslavec; tuttavia Napoleone invece di proseguire l'avanzata in direzione di Kaluga, dove aveva ripiegato il generale Kutuzov con le sue truppe, prese la decisione definitiva di iniziare la ritirata dalla Russia risalendo verso la strada maestra di Smolensk. Dal punto di vista strategico quindi la battaglia ebbe grande importanza e rappresentò una svolta decisiva a favore dei russi. 
Nella battaglia si distinsero particolarmente i reparti italiani inquadrati nel IV Corpo d'armata del Principe Eugenio di Beauharnais, figliastro di Napoleone, che si batterono con tenacia e valore, insieme alle truppe francesi, per mantenere il possesso della cittadina di Malojaslavec; lo scontro è stato ricordato nelle memorie dei combattenti della Grande Armata, come "la battaglia degli italiani".

## Contesto storico
Dopo gli accordi di pace di Tilsit del 1807, la Russia dello zar Alessandro I aveva deciso di aderire alla politica napoleonica del blocco continentale e di cessare i propri commerci con navi di provenienza inglese. Dopo 3 anni e una precaria condizione economica, dovuta alla difficoltà di trovare un partner commerciale a cui vendere i propri prodotti, la Russi aaprì il porto di San Pietroburgo alle navi inglesi, causando le ire dell'imperatore di Francia.
Nel 1812, dopo un'accurata preparazione, Napoleone, alla testa di un esercito poderoso, la Grande Armée, si diresse verso la Russia, con l'intenzione di costringere l'imperatore a rivedere la propria posizione. Dopo una iniziale serie di successi, talvolta molto costosi in termine di vite umane (come la battaglia di Borodino), i francesi erano giunti a Mosca il 15 settembre. Napoleone attendeva una proposta di pace da parte dello zar, cosa che mai si verificò.

## Antefatti
Dopo aver inutilmente atteso per oltre un mese una qualsiasi notizia da parte dello zar, la situazione in Russia stava lentamente precipitando: Kutuzov aveva avuto il tempo per riformare un'armata di considerevoli dimensioni, l'inverno russo ormai era alle porte e a Mosca non vi erano abbastanza provviste per mantenere l'armata francese ed il suo seguito. Dopo aver atteso sino al 17 ottobre, Napoleone diede ordine di evacuare la città e partire il prima possibile, nella speranza di raggiungere i territori del Ducato di Varsavia prima che la morsa del gelo colpisse i suoi uomini. Il 19 ottobre le forze di Napoleone lasciarono finalmente la città: la direzione scelta era quella che portava attraverso la città di Kaluga, in modo da evitare i territori già razziati durante la fase di avanzata, per poi dirigersi a Smolensk, quello che originariamente doveva essere il quartiere invernale francese. Il principale filo conduttore della strategia di Napoleone per la ritirata era uno solo: evitare uno scontro con Kutuzov.
L'esercito contava circa 100 000 unità, tra cavalleria, fanteria ed altri reparti e veniva accompagnato da circa 20 000 tra donne, bambini e prigionieri, oltre a 40 000 carri che trasportavano bottino, provviste e feriti. Questo convoglio rallentò la marcia, che percorse solo 100 km nei primi 5 giorni di marcia.
Kutuzov preparava i suoi uomini dopo la vittoria a Tarutino, quando il 22 ottobre venne a sapere della partenza dei francesi da Mosca, venendo colto di sorpresa.

## La battaglia

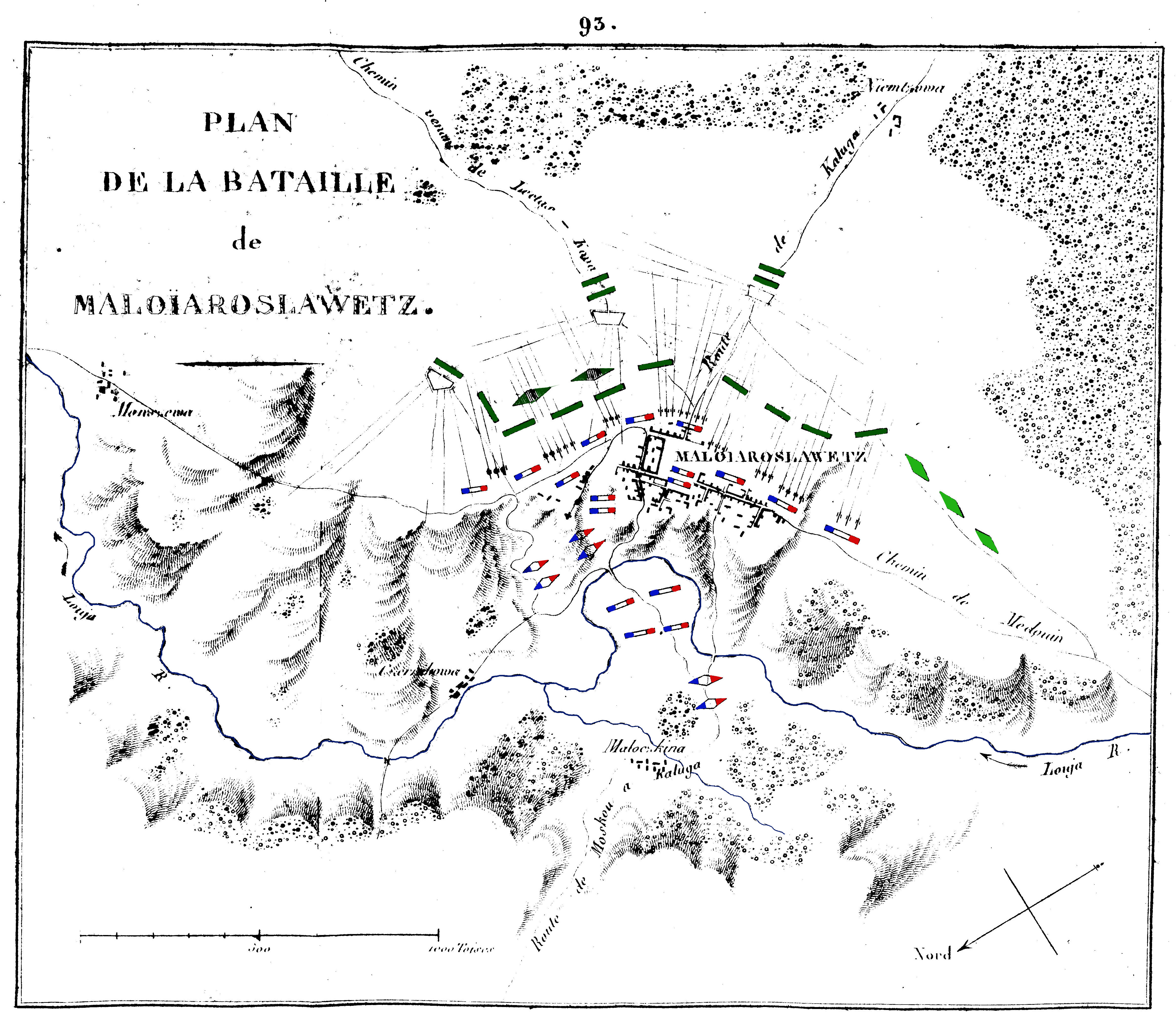
Schema della battaglia di Malorojaroslavec

La mattina del 24 ottobre l'avanguardia del IV Corpo d'Armata del principe Eugenio entrò nella città, trovandosi di fronte i reparti del generale russo Dochturov, entrati da sud e diretti a nord per intercettare i francesi. I combattimenti iniziarono subito e furono immediatamente sanguinosi.
Verso le 10 del mattino, a combattimenti già avviati, i corpi di Ney e Davout furono avvistati dai russi sulla sponda dove si trovava il grosso dell'esercito francese. Di lì a breve, arrivarono rinforzi russi, guidati dal generale Raevski. Con altri 10 000 uomini, i russi ripresero la città, salvo un avamposto saldamente occupato dalle truppe francesi. A questo punto Eugenio incaricò il proprio ministro della guerra, Domenico Pino, di liberare la città dalle forze zariste. Furono mandati in città tutti gli uomini disponibili, ad eccezione della riserva di cavalleria, con l'obiettivo di mantenere la testa di ponte.

Napoleone fu visto arrivare verso le 13: era molto compiaciuto del comportamento dell'Armata d'Italia e del Principe Eugenio, ma pareva depresso e dubbioso sull'andamento della campagna in Russia negli ultimi tempi. Credeva che Kutuzov non si sarebbe fatto vivo, visto che alla sua armata mancavano ancora alcune divisioni e che non sarebbe riuscito comunque a mantenere la città. Invece, verso le 16, l'esercito russo arrivò, ponendosi all'esterno della città.

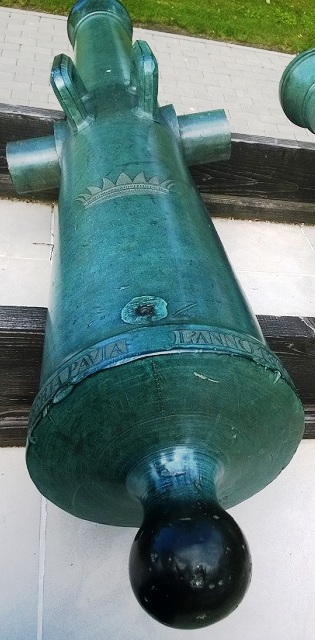
Mosca, Cremlino, cannone in bronzo dell'artiglieria del Regno d'Italia, fuso a Pavia e catturato dall'esercito russo nel 1812.

Dopo essersi riunito due volte con i propri ufficiali in tarda serata, alle 2 del 25 ottobre, Kutuzov diede l'ordine di evacuare la città e riposizionare l'esercito a difesa della strada per Kaluga, abbandonando Malojaroslavec, tra la sorpresa dei presenti. Dopo aver coperto la ritirata dei propri compagni, la retroguardia russa abbandonò definitivamente la città verso le ore 11 del 25 ottobre.
Wilson riporta che l'Armata Italiana si distinse particolarmente e che il suo comportamento esemplare di fronte ad una concentrazione di artiglieria superiore la collocava di diritto tra le unità migliori e più coraggiose d'Europa.

## Conseguenze

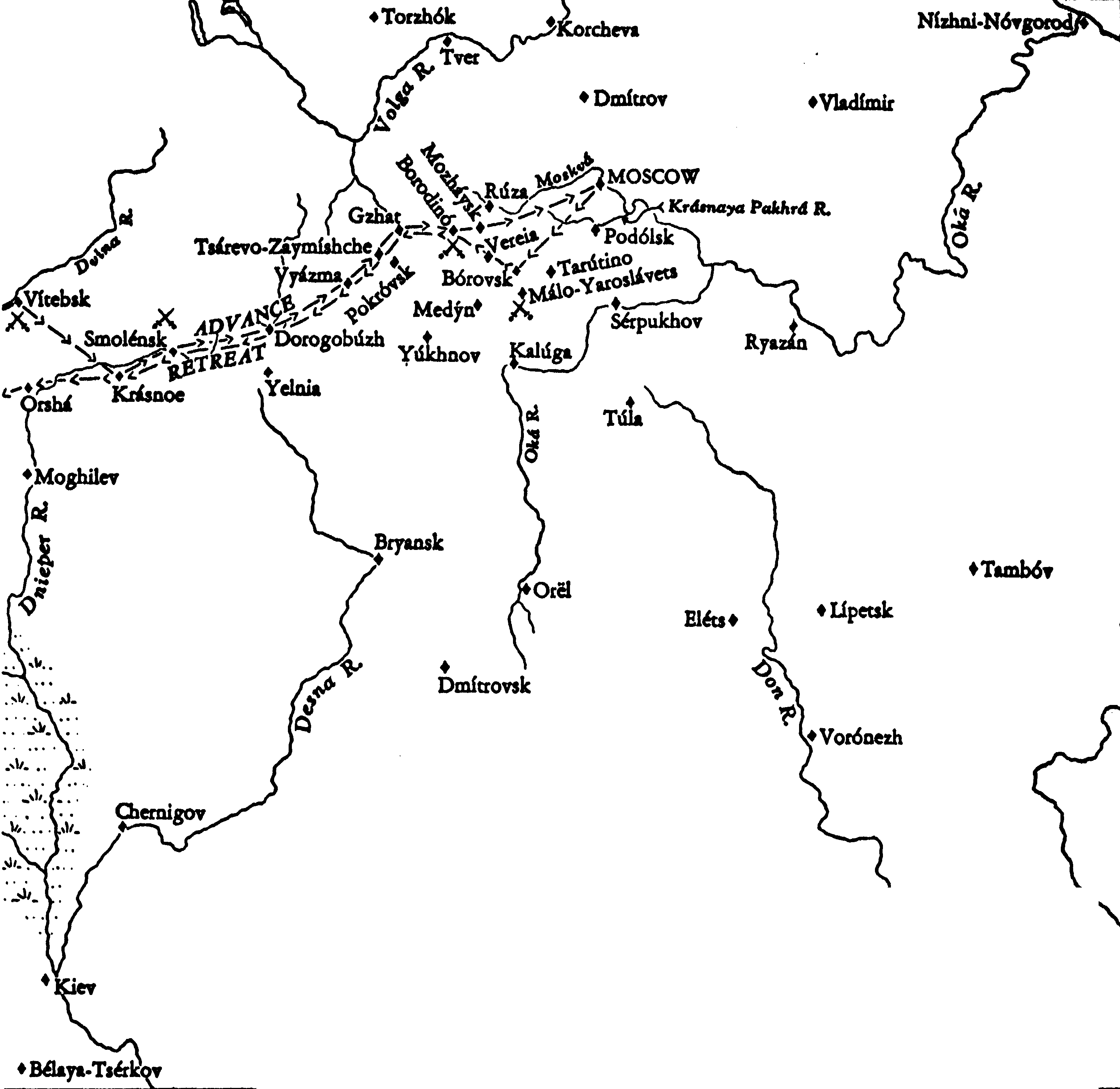
Mappa degli spostamenti dell'esercito francese in Russia

La battaglia di Malojaroslavec ebbe dei risvolti strategici notevoli, favorevoli specialmente ai russi, sebbene la vittoria sul campo fosse spettata ai francesi. Le stime delle perdite subite da entrambi gli eserciti non sono univoche: si va dalle 4 000 alle 6 000 perdite per i francesi e dalle 7 000 alle 8 000 per i russi. In ogni caso, sappiamo che furono perdite piuttosto pesanti.
Il giorno seguente, Napoleone ed alcuni dei suoi più alti ufficiali (tra cui Davout, il Principe Eugenio e Murat) si riunirono nel villaggio per convenire un nuovo piano d'azione. Con l'eccezione di Murat, erano tutti concordi con il parere di Napoleone che la strada per Kaluga fosse chiusa, a meno di una nuova sanguinosa battaglia come Borodino. Si decise di ritornare sulla via percorsa all'andata, sebbene ormai spoglia di ogni forma di provviste e già devastata dal conflitto.
In primo luogo, le sue truppe erano riuscite a ritirarsi dalla battaglia in maniera ordinata e ad allontanarsi dai napoleonici quanto bastava per non poter essere attaccati immediatamente. Questo, unita alla presenza di numerosi reparti di cosacchi e di partigiani russi, rendeva le strade che portavano a Kaluga, iniziale meta dell'esercito francese, una potenziale continua trappola. Napoleone stesso prese la precauzione di avere con sé una fiala di veleno, sempre appesa al collo, dopo essere quasi stato catturato da un gruppo di cosacchi.
Quindi, le forze di Napoleone erano costrette a tornare sulla strada che avevano percorso e razziato all'andata, esponendosi notevolmente a problemi relativi a provviste e rifornimenti: la guerra era appena diventata una guerra di logoramento.
In secondo luogo, le truppe francesi, già notevolmente ridimensionate nel corso della campagna, venivano colpite duramente e costrette a battaglie costose e relativamente frequenti. I francesi, che non potevano rimpiazzare i caduti e che erano a centinaia di chilometri dal confine polacco, non potevano permettersi di subire ulteriori grosse perdite, tantomeno una battaglia campale. Quindi, nonostante i francesi fossero molto più capaci e preparati per una battaglia in campo aperto rispetto ai russi, non conveniva più loro prenderne parte: i russi avevano pienamente preso l'iniziativa ed i francesi avevano una continua ritirata come unica opzione.